# Мир Инграмса
Мир Инграмса (англ. Ingrams' Peace) — договор, заключённый в феврале 1937 года между Султанатом Касири и Султанатом Куайти при вмешательстве Великобритании, заключивший мир в продолжительной войне между этими султанатами.

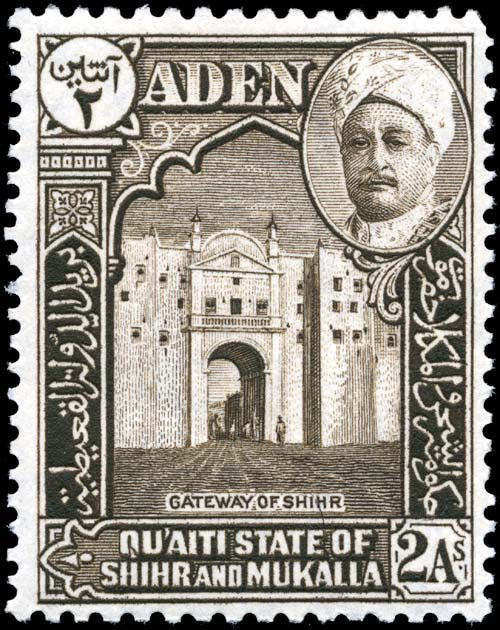
Почтовая марка 1942 года с Изображением султана Салех ибн Галиба аль-Куайти и города Эш-Шихр Султана Касири

Несмотря на создание регионально развитой администрации, к 1930-м годам султан Куаити Салех бин Галиб (годы правления 1936–1956) столкнулся с жестким требованием модернизации — задачей, для решения которой у него серьезно не хватало ресурсов.  Эти требования были в основном инициированы возвращающимися йеменскими эмигрантами, такими как Каф Сейиды Тарима. Семья Аль-Кафа разбогатела в Сингапуре и хотела потратить часть своего состояния на улучшение жилищных условий дома. Во главе с Сейидом Абу Бакром аль-Кафом бин Шейхом они построили автомобильную дорогу из Тарима в Шихр в надежде использовать ее для импорта товаров в Хадрамаут, но были разочарованы противодействием племён погонщиков верблюдов, имевших монополию на транспорт между побережьем и внутренними регионами.
Этот документ появился благодаря усилиям двух персон: сеида Абу Бакр аль-Каф (англ. Abu Bakr al-Kaf) и Гарольда Инграмса, английского советника в Харамауте. Сеид Абу Бакр (англ. Abu Bakr) использовал своё личное богатство, чтобы финансировать этот мир.
Целью было найти всех реальных носителей власти и подписать с ними договор о мире. На территории одной провинции Хадрамаут его пришлось подписывать 700 раз. Выяснилось, что там 700 политических образований, что кроме двух крупных султанатов было огромное количество деревень, которые считали себя полностью суверенными. Были совсем уж экзотические образования, например суверенная могила святого.

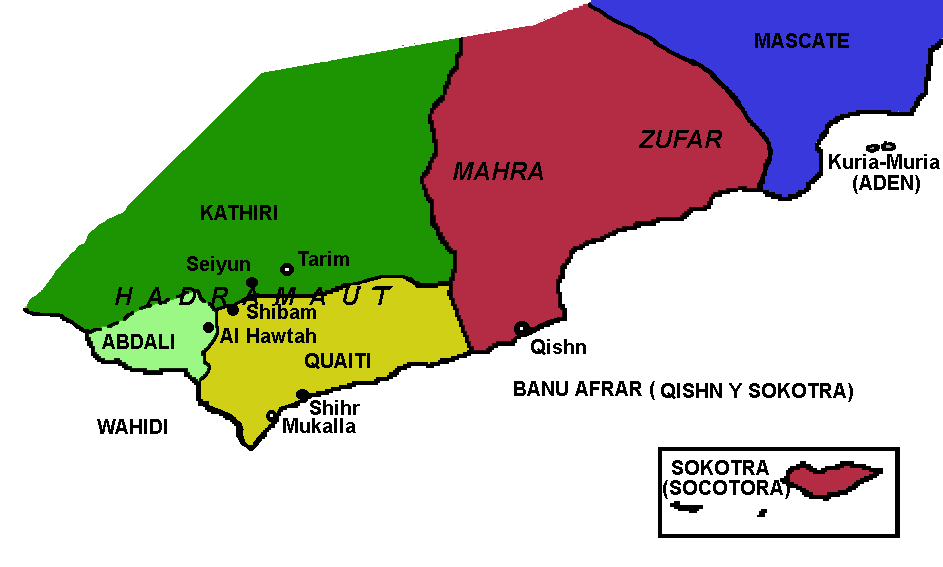
Султанаты Западного Аденского протектората.

После заключения мира Султанат Касири и Султанат Куайти подписали консультативный договор, войдя в состав Аденского Протектората.